# Cerkiew św. Anny w Starym Korninie
Cerkiew pod wezwaniem św. Anny – prawosławna cerkiew pomocnicza w Starym Korninie. Należy do parafii św. Michała Archanioła w Starym Korninie, w dekanacie Hajnówka diecezji warszawsko-bielskiej Polskiego Autokefalicznego Kościoła Prawosławnego.

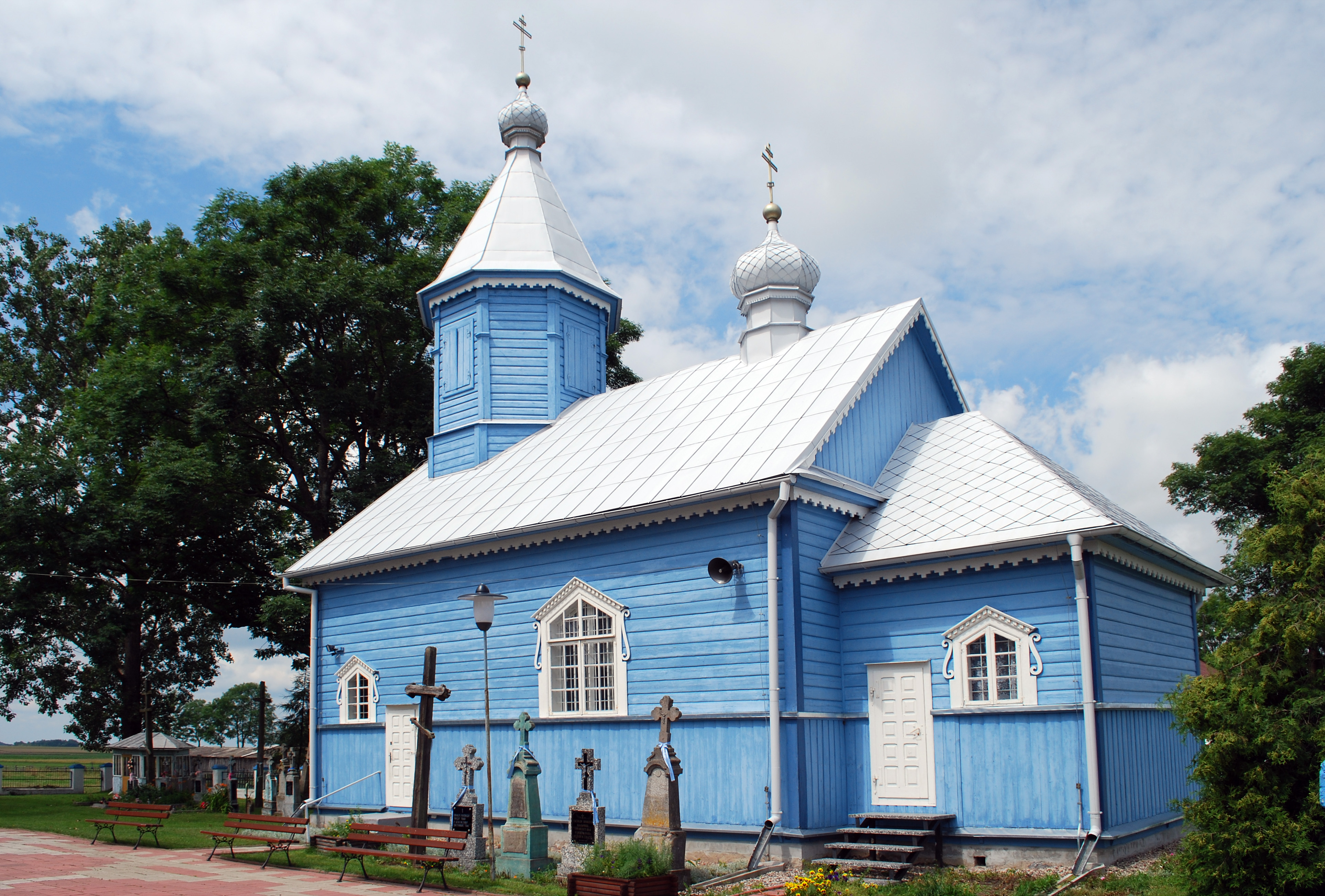

Świątynia znajduje się w bezpośrednim sąsiedztwie cerkwi parafialnej. Nazywana jest przez parafian małą cerkwią, z powodu niedużej powierzchni użytkowej i niewielu celebrowanych nabożeństw.
Cerkiew została zbudowana w 1773. Początkowo unicka, po 1839 prawosławna. Przebudowywana w 1860, 1892 i 1903. Budowla drewniana, o konstrukcji zrębowej, orientowana, jednonawowa. Nad głównym wejściem dwuspadowy daszek wsparty na dwóch słupach (dobudowany po ostatnim remoncie). Prezbiterium mniejsze od nawy, zamknięte prostokątnie. Od frontu wieża-dzwonnica zwieńczona ostrosłupowym hełmem. Dachy cerkwi blaszane. Nad nawą dach jednokalenicowy, z umiejscowioną w centralnej części wieżyczką zwieńczoną baniastym hełmem. Nad prezbiterium dach trójspadowy.
Główne nabożeństwa celebrowane w cerkwi św. Anny:
- w uroczystość Narodzenia św. Anny – 7 sierpnia (według starego stylu 25 lipca);
- w uroczystość Poczęcia Bogurodzicy – 22 grudnia (według starego stylu 9 grudnia).

Cerkiew wpisano do rejestru zabytków 31 grudnia 1986 pod nr 631.